# Luca Giordano

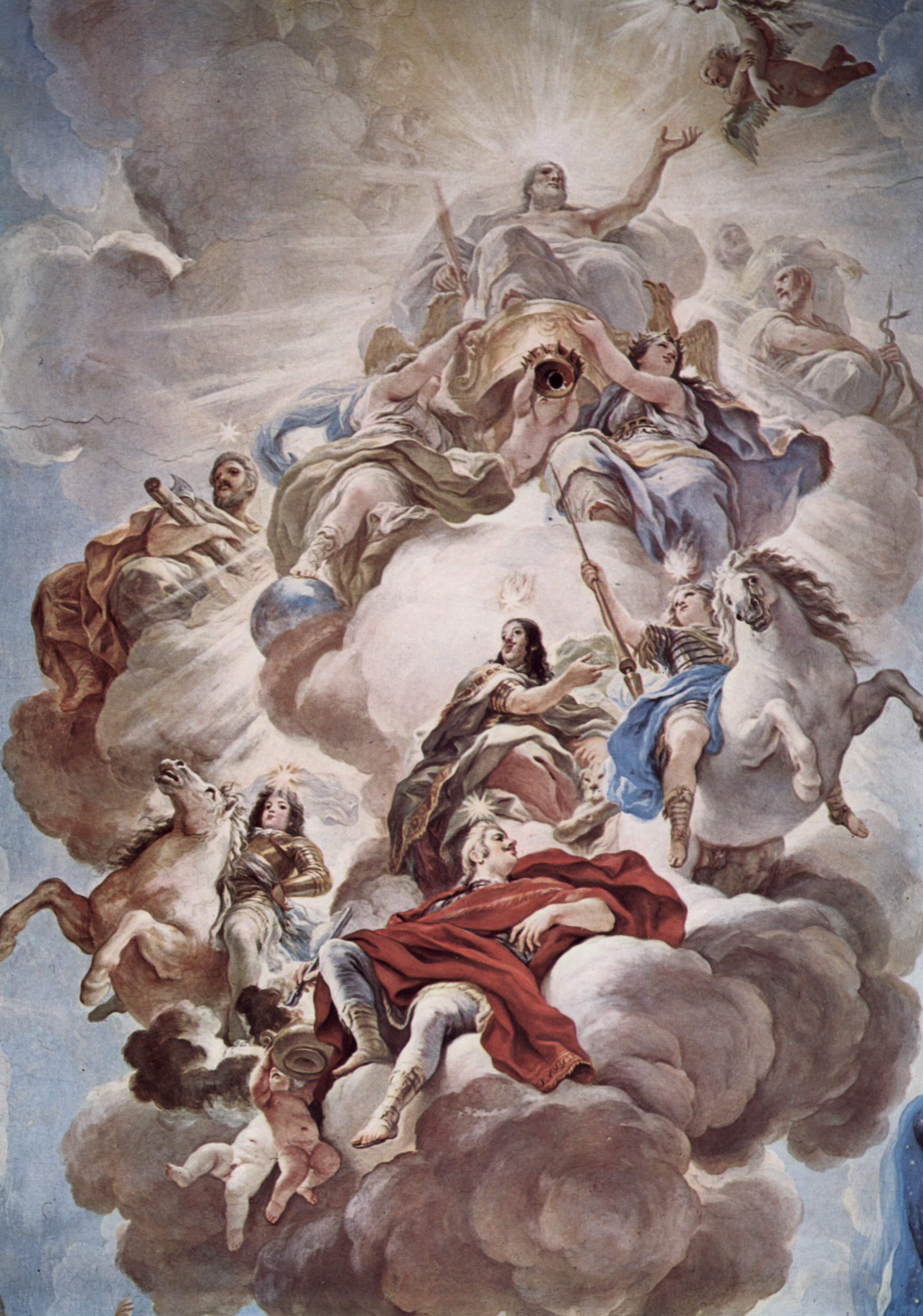
Triomf van de Medici in de wolken van de berg Olympus, fresco in het Palazzo Medici-Riccardi, 1684-1686.

Luca Giordano (Napels, 18 oktober 1634 - Napels, 12 januari 1705) was een Italiaans kunstschilder en etser die bekendstond onder de bijnamen Proteus, vanwege zijn veelzijdigheid wat betreft schilderstijl, en Luca fa presto (Lucas snelwerk) vanwege de snelheid waarin hij werkte. Waarschijnlijk in opdracht van de Spaanse koning Carlos II, schilderde hij ca.1695-97 twaalf taferelen uit het verhaal van Amor en Psyche. Hij liet zich daarbij inspireren door het werk van Lucius Apuleius.

## Biografie
Giordano leerde het vak van schilderen eerst van zijn vader, Antonnio Giordano, en later vanaf 1650 ging hij in de leer bij Jusepe de Ribera. Na een periode in Rome, Parma en Venetië te hebben gestudeerd, ontwikkelde hij een uitgebreide barokstijl die Venetiaanse en Romeinse invloeden bevatte.
Vanaf 1682 schilderde Giordano verschillende fresco-series in Florence, waaronder een in de Santa Maria del Carmine. Verder schilderde hij het plafond van de Biblioteca Riccardiana (Allegorie van Goddelijke Wijsheid)
In 1692 ging Giordano naar Spanje op uitnodiging van Carlos II en verbleef daar tien jaar. In die periode heeft hij diverse werken uitgevoerd, die nog steeds overal in Madrid zijn te vinden. In koninklijke opdracht voerde hij enorme frescocycli uit voor het Escorial en het Casón del Buen Retiro. Ook bracht hij toeschouwers in verrukking met zijn overtuigende imitaties van de stijl van andere schilders. Het Prado heeft de grootste verzameling van zijn werken. Gezien zijn populariteit aan het Spaanse hof verleende de koning hem de titel van Caballero (ridder).
In 1702, na de dood van Carlos II, keerde Giordano terug naar Napels en bleef hij een productieve schilder. Zijn werken werden uitgevoerd in een lichtere, minder retorische stijl en bleken gedurende de achttiende eeuw invloedrijk en te worden bewonderd door schilders als Jean-Honoré Fragonard.
Uiteindelijk stierf Giordano in 1705 in Napels.

## Galerij (selectie)

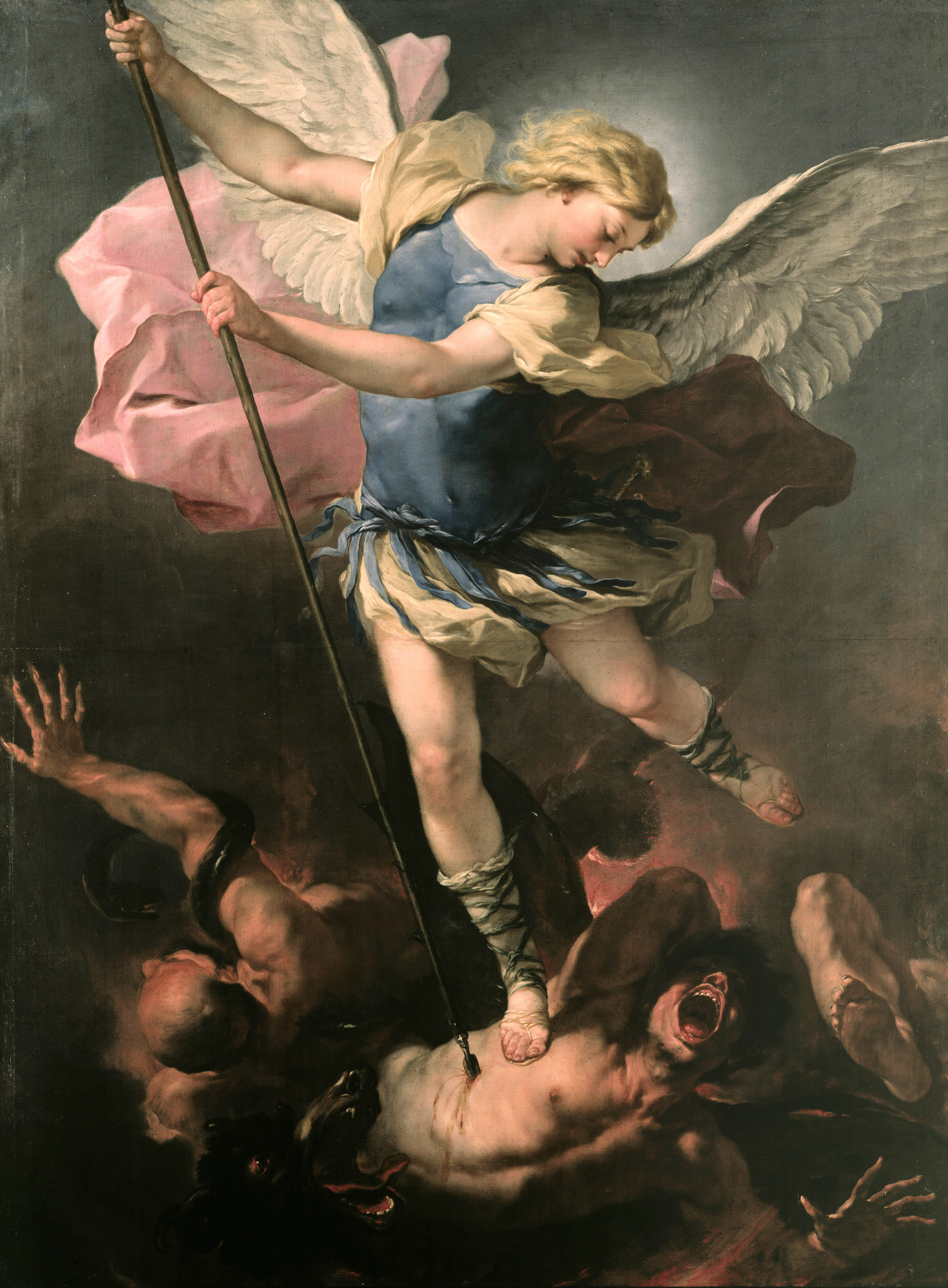
St. Michael (ca. 1663)
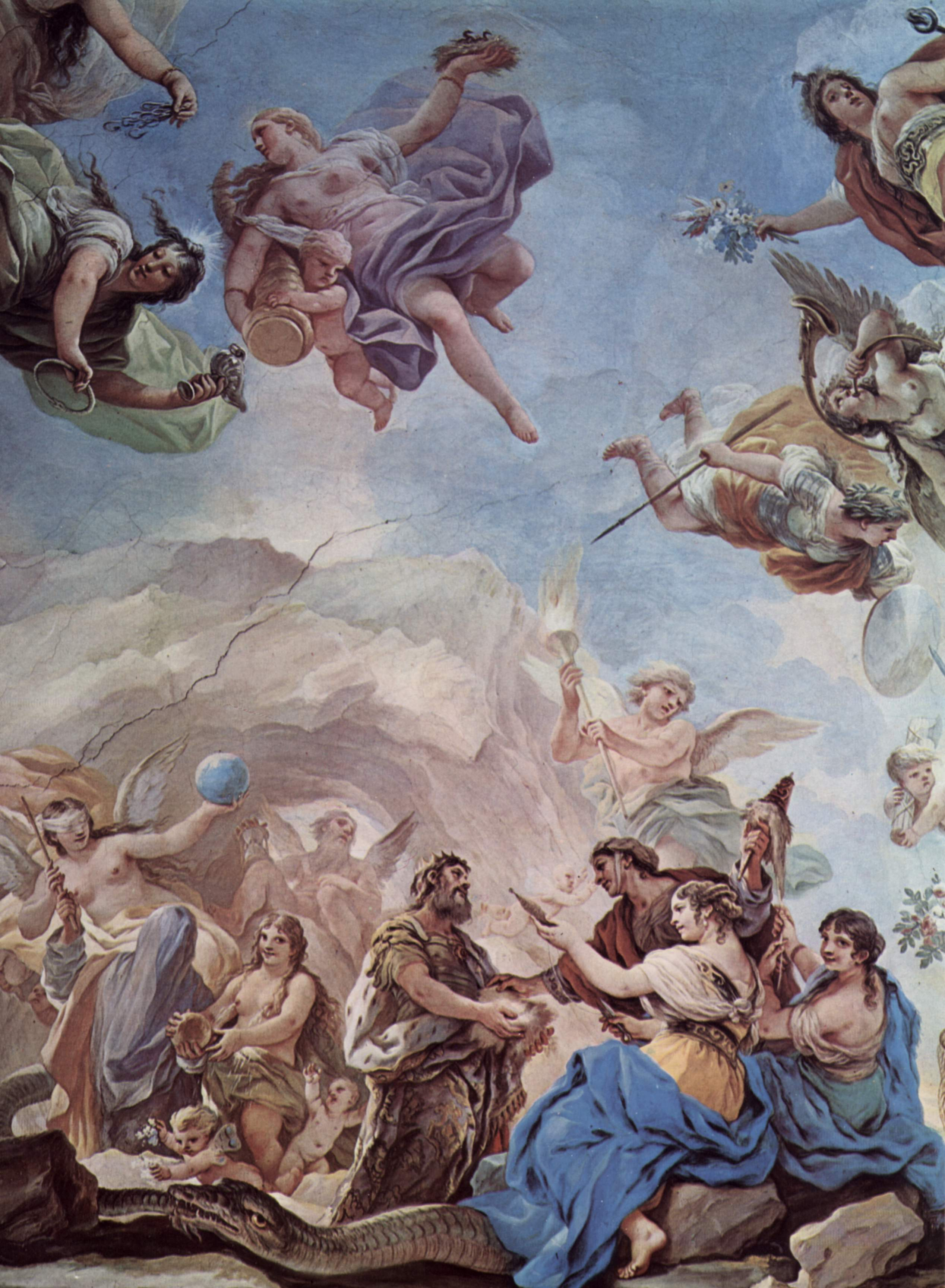
De schepping van de mens (co 1684-1686)
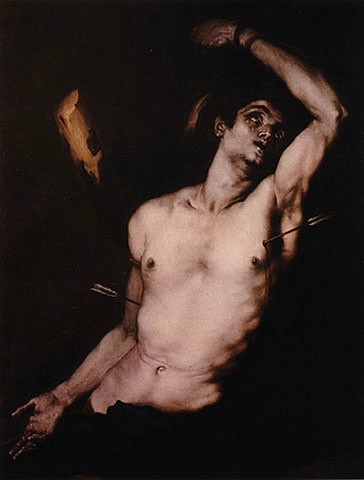
Het martelaarschap van San Sebastiaan

## Trivia
In Nederland zijn er geen werken van Luca Giordano te bewonderen. In 2019 heeft De Nieuwe Kerk het schilderij van de aartsengel St Michael een aantal maanden geëxposeerd.
- Auckland Art Gallery Toi o Tāmaki: 884
- Art Gallery of South Australia: 2532
- Biblioteca Nacional de España: XX927868
- Bibliothèque nationale de France: cb124386757 (data)
- Catàleg d'autoritats de noms i títols de Catalunya: 981058527920706706
- Gemeinsame Normdatei: 11869507X
- International Standard Name Identifier: 0000 0003 6778 6987
- KulturNav: 621fe11a-020e-4cc0-ada2-849c441c9da4
- Library of Congress Control Number: n85240521
- Nationale Bibliotheek van Letland: 000158359
- MusicBrainz: d98329c7-7652-46bd-9f58-3408effb3716
- National Gallery of Victoria: 2299
- Nationale Bibliotheek van Tsjechië: ola2002153921
- Nationale bibliotheek van Australië: 35670230
- Nationale Bibliotheek van Israël: 987007275842405171
- Nationale Bibliotheek van Polen: a0000002006043
- Nederlandse Thesaurus van Auteursnamen: 070509077
- RKD-Nederlands Instituut voor Kunstgeschiedenis: 31822
- Istituto Centrale per il Catalogo Unico: RAVV025675
- SNAC: w68632gm
- Système universitaire de documentation: 033528225
- Museum of New Zealand Te Papa Tongarewa: 875
- Trove: 1035355
- Union List of Artist Names: 500115457
- Virtual International Authority File: 233370534
- WorldCat: E39PBJbtwrc7xf884Xm7HyK68C